# Židovský hřbitov v Lošticích
Židovský hřbitov v Lošticích se nachází na jihovýchodním okraji města Loštice nedaleko ulice Vejmoly se vstupem ze severovýchodního rohu mezi domy. Je chráněn jako kulturní památka České republiky.

## Historie a popis
Hřbitov byl založen roku 1554 dosti daleko od centra města i původní židovské čtvrti na svahu vrchu Hájek (319 m). Většina z dochovaných 638 náhrobních kamenů z 19. až 20. století je zhotovena z maletínského pískovce a má barokní a klasicistní ornamentální výzdobu, přičemž nejstarší maceva pochází z roku 1718. Část nápisů je česky, nicméně většina je v němčině a hebrejštině, za vzácnou je považována tumba z první poloviny 19. století. Poslední pohřeb se zde konal v roce 1942.
Nízká ohradní zeď je zcela rozpadlá a obřadní síň zanikla. Budova před vstupní brankou byla dříve využívána márnice a také v ní bydlel hrobník. V letech 2009–2010 byl hřbitov částečně rekonstruován, od té doby je v péči FŽO.

## Židovská komunita
První zmínky o židovském osídlení v Lošticích pocházejí z roku 1544, od roku 1581 je zmiňována místní židovská obec a mikve. Ve druhé polovině 17. století se do Loštic přistěhovali uprchlíci z Ukrajiny a několik rodin vypovězených z Dolních Rakous. Komunita se postupně rozrůstala až na téměř 500 obyvatel židovského vyznání v roce 1848 a tvořili tak 17 % populace, nicméně potom začalo židovského obyvatelstva postupně ubývat.
Po nuceném vystěhování od loštického farního kostela roku 1727 vznikla židovská čtvrť podél dnešní Ztracené a Žadlovické ulice na západ od náměstí. Původní synagoga (čp. 619), židovská radnice (čp. 629), škola (čp. 615), sladovna (čp. 607) i mnohé další z 36 židovských domů tam dosud stojí.'
Po druhé světové válce už místní náboženská obec nebyla znovu obnovena - pouze příslušníkům jediné rodiny se po skončení války podařilo vrátit.